# Всеобщие выборы в Сенегале (1983)
Всеобщие выборы в Сенегале прошли 27 февраля 1983 года, на которых избирались президент и 120 депутатов Национального собрания. В президентских выборах Абду Диуф, ставший президентом в 1981 году после ухода в отставку Леопольда Седара Сенгора, лидер Социалистической партии, одержал победу, получив 83% голосов. На парламентских выборах депутаты впервые избирались по смешанной мажоритарной системе: 60 депутатов избирались по одномандатным округам, остльные 60 — по партийной пропорциональной системе. В результате Социалистическая партия получила 111 мест парламента. Явка составила 56,2% на парламентских и 56,7% на президентских выборах. 

## Результаты

### Президентские выборы
| Кандидат                             | Партия                              | Голоса    | %     |
| ------------------------------------ | ----------------------------------- | --------- | ----- |
| Абду Диуф                            | Социалистическая партия Сенегала    | 908 879   | 83,45 |
| Абдулай Вад                          | Сенегальская демократическая партия | 161 067   | 14,79 |
| Мамаду Диа                           | Демократическое народное движение   | 15 150    | 1,39  |
| Умар Вон                             | Сенегальская народная партия        | 2 146     | 0,20  |
| Мажемут Диоп                         | Партия африканской независимости    | 1 833     | 0,17  |
| Недействительных/пустых бюллетеней   | Недействительных/пустых бюллетеней  | 4 169     | -     |
| Всего                                | Всего                               | 1 093 244 | 100   |
| Источник: African Elections Database |                                     |           |       |

### Парламентские выборы
| Партия                                           | Голоса    | %     | Места | +/−   |
| ------------------------------------------------ | --------- | ----- | ----- | ----- |
| Социалистическая партия Сенегала                 | 862 713   | 79,94 | 111   | +29   |
| Сенегальская демократическая партия              | 150 785   | 13,97 | 8     | -10   |
| Национальное демократическое объединение         | 29 271    | 2,71  | 1     | новая |
| Демократическое народное движение                | 13 030    | 1,21  | 0     | новая |
| Демократическая лига/Движение за трудовую партию | 12 053    | 1,12  | 0     | новая |
| Независимость и трудовая партия                  | 5 910     | 0,55  | 0     | новая |
| Партия африканской независимости                 | 3 734     | 0,38  | 0     | 0     |
| Сенегальская народная партия                     | 2 139     | 0,20  | 0     | новая |
| Недействительных/пустых бюллетеней               | 4 511     | -     | -     | -     |
| Всего                                            | 1 083 681 | 100   | 120   | +20   |
| Источник: African Elections Database             |           |       |       |       |